# Andreas Maislinger
Andreas Maislinger, född den 26 februari 1955 i St. Georgen nära Salzburg, är en statsvetare och grundaren av den österrikiska minnestjänsten.
Maislinger studerade statsvetenskap och historia i Salzburg, Wien, Frankfurt am Main, Berlin och Oslo. 1980 doktorerade han i filosofi med en avhandling om ”Den österrikiska försvarspolitikens problem”.
Efteråt var han volontär i den tyska organisationen ”Aktion Sühnezeichen” i Berlin och i museet Auschwitz-Birkenau och sedan gjorde han sin civiltjänst hos Internationaler Versöhnungsbund i Wien.
Från 1982 till 1991 jobbade Maislinger vid institutet för statsvetenskap vid Innsbruck universitet, vid University of New Orleans, vid Humboldt-Universität zu Berlin i Berlin samt vid det Hebreiska universitetet i Jerusalem.
Sedan 1992 är Maislinger vetenskapligt ledare av ”Braunauer Zeitgeschichte Tage” som äger rum i Braunau am Inn varje år.
År 2000 föreslog han att man skulle upprätta ett Ansvarets hus i huset där Adolf Hitler föddes.
1992 grundade Maislinger den österrikiska minnestjänsten av förintelsen. 2005 hedrades han därför av förbundspresident Heinz Fischer. Vid detta tillfälle betonade Maislinger att grundandet av minnestjänsten var möjligt endast genom Simon Wiesenthals hjälp.